# Крестці
Крестці (рос. Крестцы) — робітниче селище у Новгородській області, адміністративний центр Крестецького муніципального району і сільського поселення Крестці.

## Географія
Селище розташоване на півдні області, на річці Холова (басейн озера Ільмень), за 86 км на схід від Великого Новгорода, на автомагістралі М 10 Москва — Санкт-Петербург. Кінцева товарна залізнична станція Жовтневої залізниці на гілці від станції Валдай на лінії Бологоє — Дно. Полотно лінії частково розкрадено, тому рух до Крестців залізницею наразі неможливий.

## Історія

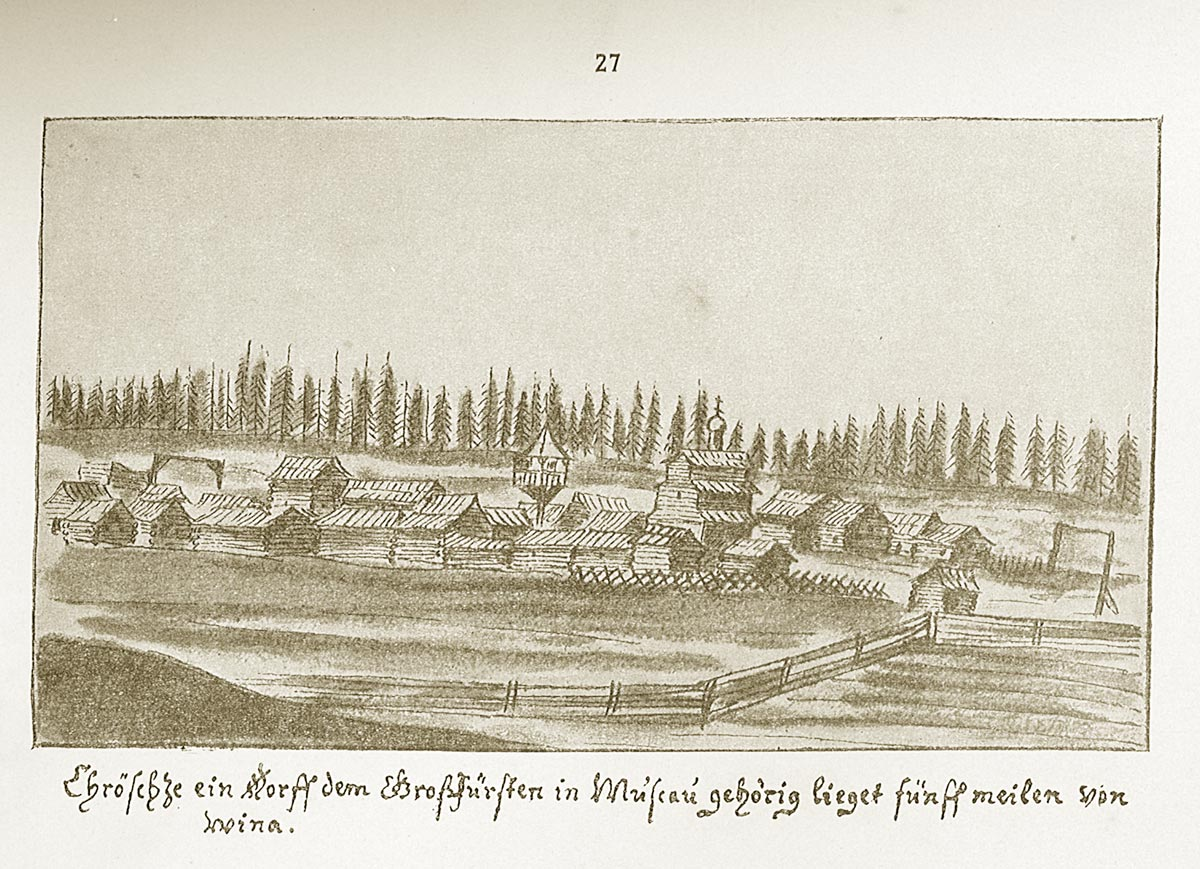
Крестці на замальовку Меєрберга 1661 року

Вперше населений пункт згадується в 1393 році у Новгородському літописі.
Крестецький Ям в кінці XVII — початку XVIII століть став центром виникнення федосіївців, одного з напрямків старообрядництва беспопівського толку. Нащадки його живуть в селищі і сьогодні.
Перетин доріг був місцем зміни коней і короткочасного відпочинку подорожніх, відгомони чого збереглися і до наших днів.
Указом імператриці Катерини II від 24.08.1776 року село Крестецький Ям було перетворено на місто Крестці.
У XIX столітті населення міста зростало повільно. Промислові підприємства, що були в місті, були невеликі. Єдиним досягненням, завдяки якому популярність Крестців поширювалася за межі Новгородської губернії, був традиційний художній промисел який існував в місті та його околицях — «крестецький рядок» (особливий різновид вишивки), яка здобула популярність навіть за кордоном.